# تأريض كوكب الزهرة

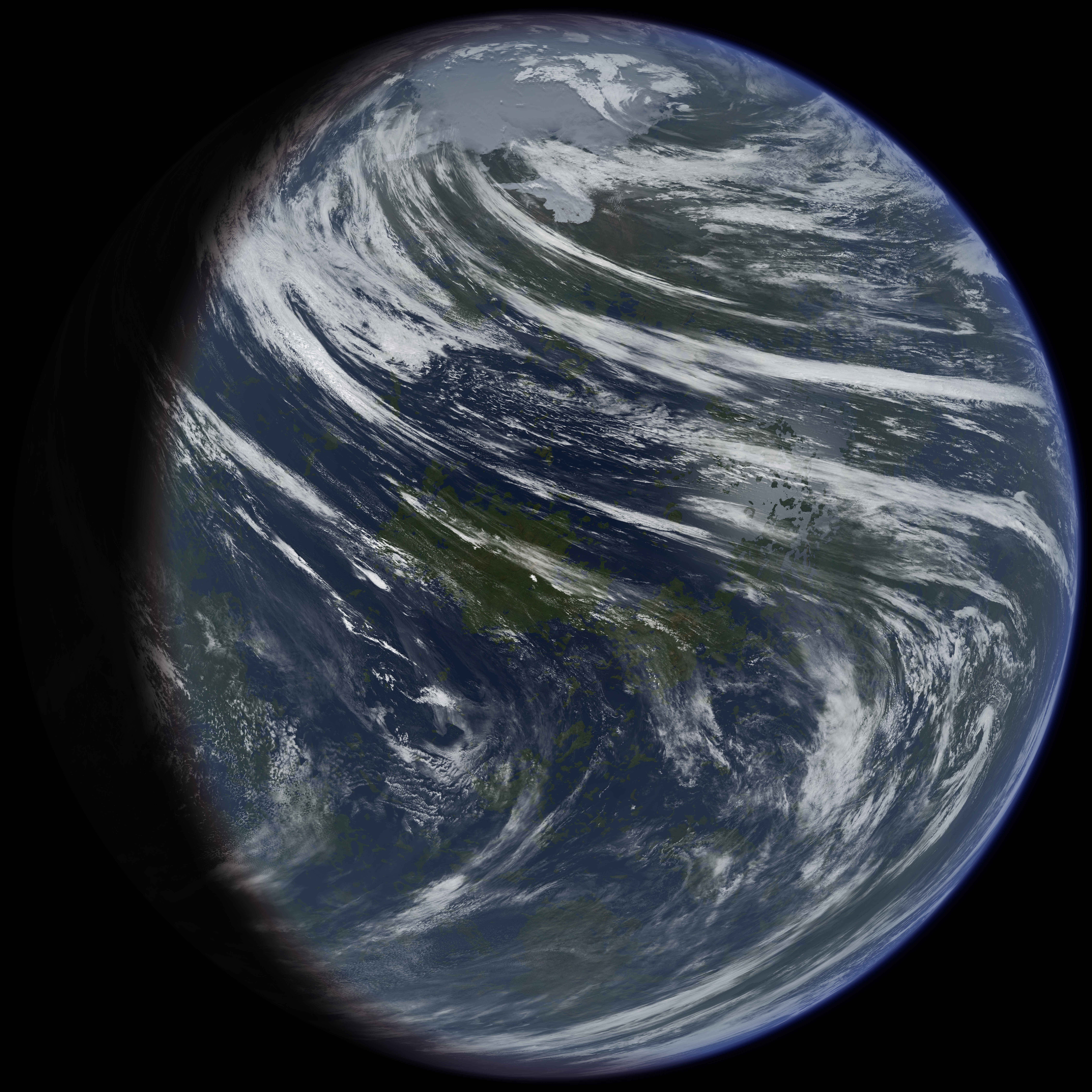
تصور فنان لكوكب الزهرة بعد تأريضه.

تأريض كوكب الزهرة عملية افتراضية لهندسة البيئة الكلية لكوكب الزهرة لكي تصبح ملائمة للاستيطان البشري. اقترح فكرة تأريض الزهرة لأول مرة العالم الفلكي كارل ساغان في عام 1961، على الرغم من أنّ فكرة معالجة خيالية اقترحها الروائي بول أندرسون سابقًا في كتابه ( مطر رابطة سايكوتكنيك الكبير).  
تتطلب التعديلات على بيئة الزهرة الحالية لدعم الحياة البشرية ثلاثة تغييرات أساسية في الغلاف الجوي للزهرة:
1. تخفيض درجة حرارة سطح كوكب الزهرة التي تبلغ 462 درجة مئوية (735 كلفن، 864 فهرنهايت)
2. التخلص من معظم كثافة الغلاف الجوي للكوكب المؤلف من ثاني أوكسيد الكربون وثنائي أوكسيد الكبريت التي تبلغ 9.2 ميغا باسكال (91 ضغط جوي) بواسطة إزالته أو تحويله إلى شكل آخر.
3. إضافة الأوكسجين القابل للتنفس إلى الغلاف الجوي.

ترتبط هذه التغييرات ببعضها بشكل كبير لأنّ درجة حرارة كوكب الزهرة العالية ناتجة عن الضغط العالي لغلافه الجوي الكثيف والاحتباس الحراري على سطحه.

## تاريخه
اعتقد علماء الفلك في بداية الستينيات من القرن العشرين أنّ حرارة الغلاف الجوي لكوكب الزهرة مشابهة لكوكب الأرض. بدأ بعض العلماء بالتفكير بتحويل الغلاف الجوي للزهرة وجعله شبيهًا بالغلاف الجوي لسطح الأرض، عندما أصبح مفهومًا أنّ كوكب الزهرة يملك غلافًا جويًا سميكًا من ثاني أوكسيد الكربون مما أدى إلى احتباس حراري هائل. كان كارل ساغان أوّل من اقترح هذه الفكرة الافتراضية المعروفة  بتأريض كوكب الزهرة في عام 1961، في القسم الأخير من مقالته الكلاسيكية في مجلة علمية والتي تناقش الغلاف الجوي لكوكب الزهرة واحتباسه الحراري. واقترح ساغان حقن بكتيريا التركيب الضوئي في الغلاف الجوي للزهرة، التي تحول ثنائي أوكسيد الكربون إلى كربون مخفض على شكل عضوي، وبالتالي تقليل نسبة ثاني أوكسيد الكربون في الغلاف الجوي. لسوء الحظ، بقيت المعرفة بغلاف الزهرة الجوي غير دقيقة حتى العام 1961، عندما قدّم كارل ساغان اقتراحه الأصلي لتأريض كوكب الزهرة. أشار ساغان في كتابه ‹‹نقطة زرقاء›› عام 1994  بعد ثلاثة وثلاثين عامًا من اقتراحه الأصلي أنّ اقتراحه لتأريض كوكب الزهرة لن يعمل لأنّ الغلاف الجوي لكوكب الزهرة أكثر كثافة مما كان مُعتقدًا في عام 1961. وقد جاء في كتابه ما يلي: 
‹‹إليكم الخلل الكبير:  اعتقدت في عام 1961 أنّ الضغط الجوي على سطح كوكب الزهرة عدة بارات فقط، لكننا نعرف الآن بأنّه 90 بار، لذلك إن نجحت الخطة، ستكون النتيجة سطحًا مدفونًا فيه مئات الأمتار من الغرافيت الدقيق، وغلافًا جويًا مكونًا من 65 بار من جزيئات الأوكسجين النقية تقريبًا. الموضوع المطروح للتساؤل هو إن كان الأوكسجين سيتحطم تحت الضغط الجوي أو سيشتعل من تلقاء نفسه. مع ذلك سيتحول الغرافيت تلقائيًا إلى ثنائي أوكسيد الكربون قبل أن تتراكم كمية كبيرة من الأوكسجين، مما يعني قصر العملية ››.
بعد الورقة التي نشرها ساغان، لم يكن هناك إلّا القليل من المناقشة العلمية لهذا المبدأ حتى ظهر الاهتمام مجددًا في ثمانينيات القرن العشرين.

## الطرق المقترحة للتأريض

### إزالة الغلاف الجوي الكثيف المكوّن من ثاني أوكسيد الكربون
المشكلة الأساسية في تأريض كوكب الزهرة اليوم هي غلافه الجوي الكثيف المكون من ثاني أوكسيد الكربون. يبلغ الضغط الجوي لسطح الزهرة 9.2 ميغا باسكال (1330 رطل لكل إنش مربع). يتسبب الاحتباس الحراري أيضا في بلوغ درجة حرارة السطح عدة مئات من الدرجات وهي حارة جدًا بالنسبة لأي شكل من أشكال الحياة. تقود كل الآليات المتبعة لتأريض كوكب الزهرة بشكلٍ أو بآخر إلى التخلص من ثاني أوكسيد الكربون في الغلاف الجوي.

#### الطرق البيولوجية
تتضمن الطريقة التي اقترحها كارل ساغان في عام 1961 استخدام بكتيريا معدلة وراثيًا لتثبيت الكربون في المركبات العضوية. على الرغم من أنّ هذه الطريقة لا تزال مقترحة في نقاشات عملية تأريض كوكب الزهرة، أظهرت الاكتشافات اللاحقة أنّ الطرق البيولوجية وحدها لن تنجح.
تتلخص الصعوبات بالحاجة للهيدروجين النادر جدًا على كوكب الزهرة في عملية إنتاج الجزيئات العضوية من ثنائي أوكسيد الكربون. يتعرض الجزء العلوي من الغلاف الجوي لكوكب الزهرة للتآكل المباشر بسبب الرياح الشمسية ويخسر معظم أوكسجينه العضوي في الفضاء لأنّه لا يملك مجالًا مغناطيسيًا حاميًا له. وكما لاحظ ساغان، سيتحول أي كربون يرتبط في الجزيئات العضوية بسرعة إلى ثاني أوكسيد الكربون مجددًا بسبب البيئة الحارة لسطح الزهرة. لن تبدأ درجة حرارة الزهرة بالانخفاض إلا بعد أن يُزال معظم ثاني أوكسيد الكربون.
على الرغم أنه من المؤكد بشكل عام عدم إمكانية تأريض الزهرة عن طريق إدخال كائنات تقوم بعملية التركيب الضوئي لوحدها، لا يزال استخدام كائنات عضوية تقوم بعملية التركيب الضوئي لإنتاج الأوكسجين في الغلاف الجوي جزءًا من طرق أخرى مقترحة لعملية التأريض.

#### التقاط الكربونات
كل الكربون على سطح الأرض تقريبًا معزول على شكل معادن كربونية أو في مراحل أخرى من دورة الكربون، بينما يوجد القليل منها في الغلاف الجوي على شكل ثاني أوكسيد الكربون. والحالة معاكسة على كوكب الزهرة. كل الكربون موجود عمليًا في الغلاف الجوي، بينما جزء بسيط موجود في الغلاف الصخري. لذلك تركز العديد من طرق التأريض على التخلص من ثاني أوكسيد الكربون عن طريق التفاعلات الكيميائية التي تجعله معزولًا ومستقرًا على شكل معادن كربونية.
يشير تطور الغلاف الجوي الذي نمذجه علماء البيولوجيا الفلكية مارك بولوك ودايفيد غرينسبون أنّ التوازن بين ضغط الغلاف الجوي الحالي الذي يبلغ 92 بار والمعادن السطحية الموجودة، وبشكل خاص الكالسيوم وثنائي أوكسيد المغنزيوم غير مستقر تمامًا. ويمكن أن يعمل الأخير بمثابة حوض من ثاني أوكسيد الكربون وثاني أوكسيد الكبريت عن طريق التحول إلى كربونات. إذا حُولت وأُشبعت المعادن السطحية بالكامل، سينخفض الضغط الجوي وستنخفض حرارة الكوكب نوعًا ما. واحدة من الحالات النهائية المحتملة التي نمذجها بولوك وغرينسبون هي الضغط الجوي 43 بار (620 رطل لكل أنش مربع) ودرجة حرارة سطحه 400 كلفن (127 درجة مئوية). لتحويل ثاني أوكسيد الكربون المتبقي في الغلاف الجوي، يجب أن يُعرّض قسم أكبر من قشرة الزهرة بشكل صناعي للغلاف الجوي لتحويل الكربونات بشكل شامل. اقترح ألكسندر جي سميث في عام 1989 أنّه ربما يمكن تأريض كوكب الزهرة عن طريق قلب (عكس) الغلاف الصخري، بالتالي السماح للقشرة أن تتحول إلى كربونات. وفقًا لحسابات لانديس عام 2011 سيتطلب مشاركة القشرة السطحية بشكل كامل حتى عمق أكثر من كيلومتر لإنتاج مساحة صخرية سطحية كافية لتحويل كمية كافية من الغلاف الجوي.
التشكل الطبيعي للصخور الكربونية من المعادن وثاني أوكسيد الكربون هو عملية بطيئة جدًا. تشير الأبحاث الحديثة في عزل ثاني أوكسيد الكربون في المعادن الكربونية بغرض تخفيض الاحترار الأرضي على كوكب الأرض إلى أنّ هذه العملية يمكن تسريعها (من مئات وآلاف السنين إلى 75 يوم فقط) عن طريق استخدام المحفزات مثل كرات البوليسترين المجهرية. لذلك يمكن افتراض إمكانية استخدام إمكانيات مشابهة في سياق تأريض كوكب الزهرة. يمكن الإشارة أيضًا إلى أنّ التفاعلات الكيميائية التي تحول المعادن وثاني أوكسيد الكربون إلى كربونات هي عملية ناشرة للحرارة، الخلاصة هي أننا نستطيع إنتاج كميات من الطاقة أكثر مما نستهلك بواسطة التفاعلات. وهذا يفتح الباب لإمكانية خلق عمليات تحويل معززة ذاتيًا مع إمكانية النمو الأسي لمعدل التحول حتى يتحول معظم ثاني أوكسيد الكربون في الغلاف الجوي.